# Канастеро смугастий
Канасте́ро смугастий (Asthenes flammulata) — вид горобцеподібних птахів родини горнерових (Furnariidae). Мешкає в Андах.

## Підвиди
Виділяють п'ять підвидів:

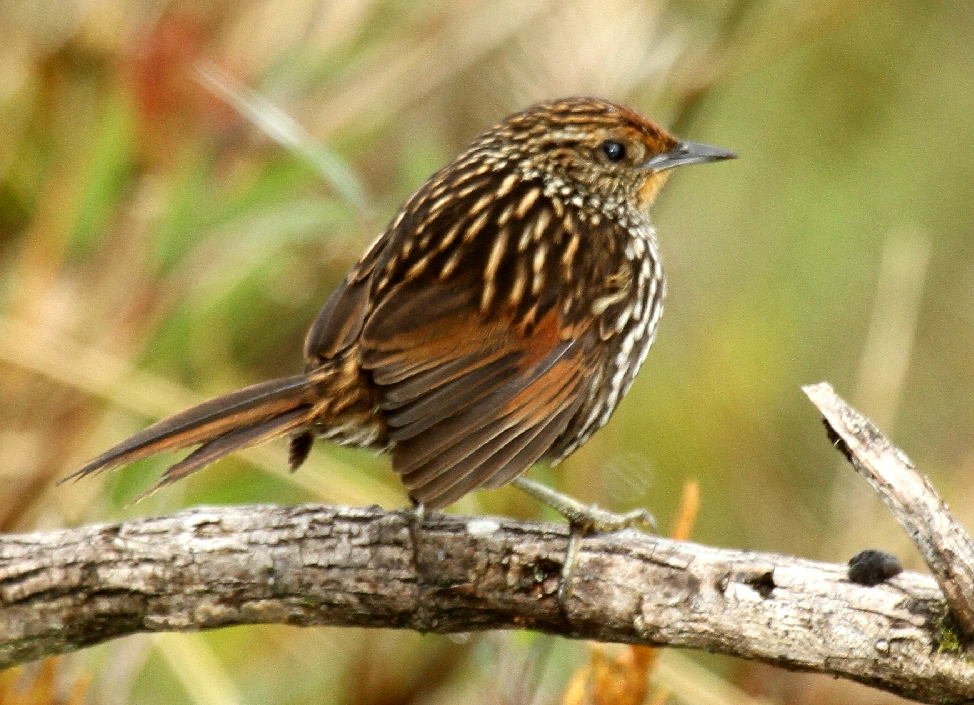
Смугастий канастеро (Еквадор)

- A. f. multostriata (Sclater, PL, 1858) — східний хребет колумбійських Анд (від півночі Норте-де-Сантандеру до південної Кундінамарки);
- A. f. quindiana (Chapman, 1915) — центральний хребет колумбійських Анд (від Кальдаса на південь до Кауки);
- A. f. flammulata (Jardine, 1850) — західний хребет колумбійських Анд на півдні країни (Нариньйо), Еквадор і крайня північ Перу;
- A. f. pallida Carriker, 1933 — північно-західне Перу (Ла-Лібертад і Кахамарка);
- A. f. taczanowskii (Berlepsch & Stolzmann, 1894) — північне і центральне Перу (від південного Амазонасу і південної Кахамарки на південь до Анкаша і Хуніна).

## Поширення і екологія
Смугасті канастеро мешкають в Колумбії, Еквадорі і Перу. Вони живуть на високогірних луках парано і пуна, у високогірних чагарникових заростях Espeletia та на скелях. Зустрічаються на висоті від 2800 до 4500 м над рівнем моря.